# جيه جي بالارد
جيمس غراهام بالارد James Graham Ballard (عاش 15 نوفمبر 1930 – 19 أبريل 2009) كان روائياً إنكليزياً، وكاتب قصص قصيرة وعضو بارز في حركة الموجة الجديدة في الخيال العلمي. أشهر كتبه هي اصطدام (1973)، التي حـُوِّلت إلى فيلم من إخراج ديڤد كروننبرگ، وشبه السيرة الذاتية اإمبراطورية الشمس (1984)/ التي حولها إلى فيلم ستيڤن سپيلبرگ، والمبنية على صبا بالارد في المستوطنة العالمية والاحتجاز من قِبل الجيش الامبراطوري الياباني أثناء الحرب العالمية الثانية.

## أعماله

### روايات
- الريح من لا مكان - 1961
- العالم الغريق - 1962
- العالم المحترق - 1964
- العالم الكريستالي - 1966
- معرض الفظائع - 1970
- اصطدام - 1973
- الجزيرة الإسمنتية - 1974
- ارتفاع عالي - 1975
- شركة الأحلام اللامحدودة - 1979
- أهلا أمريكا - 1981
- إمبراطورية الشمس - 1984
- يوم الخلق - 1987
- الوحش الراكض - 1988
- لطف النساء - 1984
- الاندفاع إلى الفردوس - 1994
- ليالي الكوكايين - 1996
- كان الخارقة - 2000
- ناس الألفية - 2003
- المملكة تأتي - 2006

### مجموعات قصص قصيرة
| - The Voices of Time and Other Stories (1962) - Billennium (1962) - Passport to Eternity (1963) - The Four-Dimensional Nightmare (1963) - The Terminal Beach (1964) - The Impossible Man (1966) - The Venus Hunters (1967) - The Overloaded Man (1967) - The Disaster Area (1967) - The Day of Forever (1967) - معرض الفظائع (1969, also Love and Napalm: Export USA, 1972) - Vermilion Sands (1971) | - Chronopolis and Other Stories (1971) - Low-Flying Aircraft and Other Stories (1976) - The Best of J. G. Ballard (1977) - The Best Short Stories of J. G. Ballard (1978) - Myths of the Near Future (1982) - The Voices of Time (1985) - Memories of the Space Age (1988) - War Fever (1990) - The Complete Short Stories of J. G. Ballard (2001) - The Complete Short Stories of J. G. Ballard: Volume 1 (2006) - The Complete Short Stories of J. G. Ballard: Volume 2 (2006) - The Complete Stories of J. G. Ballard (2009) |

## وصلات خارجية
- جيه جي بالارد على موقع IMDb (الإنجليزية)
- جيه جي بالارد على موقع الموسوعة البريطانية (الإنجليزية)
- جيه جي بالارد على موقع ألو سيني (الفرنسية)
- جيه جي بالارد على موقع ميوزك برينز (الإنجليزية)
- جيه جي بالارد على موقع أول موفي (الإنجليزية)
- جيه جي بالارد على موقع قاعدة بيانات الأفلام السويدية (السويدية)
- جيه جي بالارد على موقع إن إن دي بي (الإنجليزية)
- جيه جي بالارد على موقع ديسكوغز (الإنجليزية)
- جيه جي بالارد على موقع قاعدة بيانات الفيلم (الإنجليزية)
- جيه جي بالارد على موقع كينوبويسك (الروسية)

1. ↑   https://theparisreview.org/interviews/2929/the-art-of-fiction-no-85-j-g-ballard. {{استشهاد ويب}}: |url= بحاجة لعنوان (مساعدة) والوسيط |title= غير موجود أو فارغ (من ويكي بيانات) (مساعدة)
2. ↑   http://news.bbc.co.uk/2/hi/entertainment/1820478.stm. {{استشهاد ويب}}: |url= بحاجة لعنوان (مساعدة) والوسيط |title= غير موجود أو فارغ (من ويكي بيانات) (مساعدة)
3. ↑  أرشيف الفنون الجميلة، QID:Q10855166
4. ↑  McNeil، Joanne (2009). "Death of a Dystopian: The life and legacy of J.G. Ballard". Reason. مؤرشف من الأصل في 2016-11-05. اطلع عليه بتاريخ 2009-10-07. {{استشهاد بدورية محكمة}}: الوسيط غير المعروف |شهر= تم تجاهله يقترح استخدام |تاريخ= (مساعدة)
5. 1 2 3  None of the "complete" collections are in fact fully exhaustive, since they contain only some of the Atrocity Exhibition stories.